# Sergej Pogorelov
Sergej Valentinovitj Pogorelov (ryska: Сергей Валентинович Погорелов), född 2 juni 1974 i Volgograd i dåvarande Sovjetunionen, död 24 april 2019 i Volgograd, var en rysk handbollsspelare (högernia). Trots att Pogorelov var högerhänt spelade han som högernia, och i vissa fall även högersexa. Han spelade 194 landskamper och gjorde 446 mål för Rysslands landslag och vann guld i samtliga av de tre största mästerskapen: EM (1996), VM (1997) och OS (2000). Vid EM 1998 i Italien utsågs han till turneringens bästa högernia.

## Klubbar
- GK Kaustik Volgograd (–1999)
- TBV Lemgo (1999–2000)
- ThSV Eisenach (2000–2001)
- BM Ciudad Real (2001–2003)
- Paris HB (2003–2004)
- BM Altea (2004–2005)
- Algeciras BM (2005–2008)
- RK Metalurg Skopje (2008)

## Meriter

### Klubblag
- Cupvinnarcupmästare 2002 med BM Ciudad Real

### Landslaget
- EM 1996 i Spanien:  Guld
- OS 1996 i Atlanta: 5:a
- VM 1997 i Japan:  Guld
- EM 1998 i Italien: 4:a
- VM 1999 i Egypten:  Silver
- EM 2000 i Kroatien:  Silver
- OS 2000 i Sydney:  Guld
- OS 2004 i Aten:  Brons[2]